# Municipio de Franklin (condado de Putnam)
El municipio de Franklin (en inglés: Franklin Township) es un municipio ubicado en el condado de Putnam en el estado estadounidense de Indiana. En el año 2010 tenía una población de 1690 habitantes y una densidad poblacional de 18,97 personas por km².

## Geografía
El municipio de Franklin se encuentra ubicado en las coordenadas 39°49′44″N 86°50′30″O / 39.82889, -86.84167. Según la Oficina del Censo de los Estados Unidos, el municipio tiene una superficie total de 89.09 km², de la cual 89,04 km² corresponden a tierra firme y (0,05 %) 0,05 km² es agua.

## Demografía
Según el censo de 2010, había 1690 personas residiendo en el municipio de Franklin. La densidad de población era de 18,97 hab./km². De los 1690 habitantes, el municipio de Franklin estaba compuesto por el 98,4 % blancos, el 0,24 % eran afroamericanos, el 0,12 % eran amerindios, el 0,12 % eran asiáticos, el 0,06 % eran de otras razas y el 1,07 % eran de una mezcla de razas. Del total de la población el 0,41 % eran hispanos o latinos de cualquier raza.